# Równanie van ’t Hoffa (stała równowagi)
Równanie van ’t Hoffa – równanie zaproponowane przez Jacobusa van ’t Hoffa, będące wynikiem przekształcenia izotermy van ’t Hoffa. Wiąże ono temperaturową zmienność stałej równowagi {\displaystyle (K)} reakcji chemicznej z jej efektami energetycznymi (powinowactwem chemicznym, {\displaystyle A}).
Jeżeli w reakcjach nie jest wykonywana praca nieobjętościowa miarą powinowactwa jest entalpia swobodna reakcji {\displaystyle (-\Delta g)} lub energia swobodna reakcji {\displaystyle (-\Delta f)}, zależnie od warunków reakcji:
- {\displaystyle p,T=\mathrm {const} } (przemiana izobaryczno-izotermiczna):

{\displaystyle A=-\Delta g=-\sum {\nu _{i}\mu _{i}},}
- {\displaystyle v,T} = const (przemiana izochoryczno-izotermiczna):

{\displaystyle A=-\Delta f=-\sum {\nu _{i}\mu _{i}},}
gdzie:
{\displaystyle \nu _{i}} – współczynnik stechiometryczny {\displaystyle \nu _{i}>0} dla produktów i {\displaystyle \nu _{i}<0} dla substratów,
{\displaystyle \mu _{i}} – potencjał chemiczny zdefiniowany jako:
{\displaystyle \mu _{i}=\left({\frac {\partial u}{\partial n_{i}}}\right)_{s,v,n_{j}\neq i}=\left({\frac {\partial h}{\partial n_{i}}}\right)_{s,p,n_{j}\neq i}=\left({\frac {\partial f}{\partial n_{i}}}\right)_{T,v,n_{j}\neq i}=\left({\frac {\partial g}{\partial n_{i}}}\right)_{T,p,n_{j}\neq i}.}
W zależności od warunków prowadzenia reakcji uproszczone równanie van’t Hoffa przyjmuje postać:
- izobary van ’t Hoffa:

{\displaystyle \left({\frac {\partial \ln K}{\partial T}}\right)_{p}={\frac {\Delta h^{\ominus }}{RT^{2}}},}
- izochory van ’t Hoffa:

{\displaystyle \left({\frac {\partial \ln K}{\partial T}}\right)_{v}={\frac {\Delta u^{\ominus }}{RT^{2}}},}
gdzie: {\displaystyle \Delta h^{\ominus }} i {\displaystyle \Delta u^{\ominus }} – standardowa entalpia i energia wewnętrzna reakcji (wyznaczone dla {\displaystyle a_{i}=1}).